# Tempel van Baal-Shamin

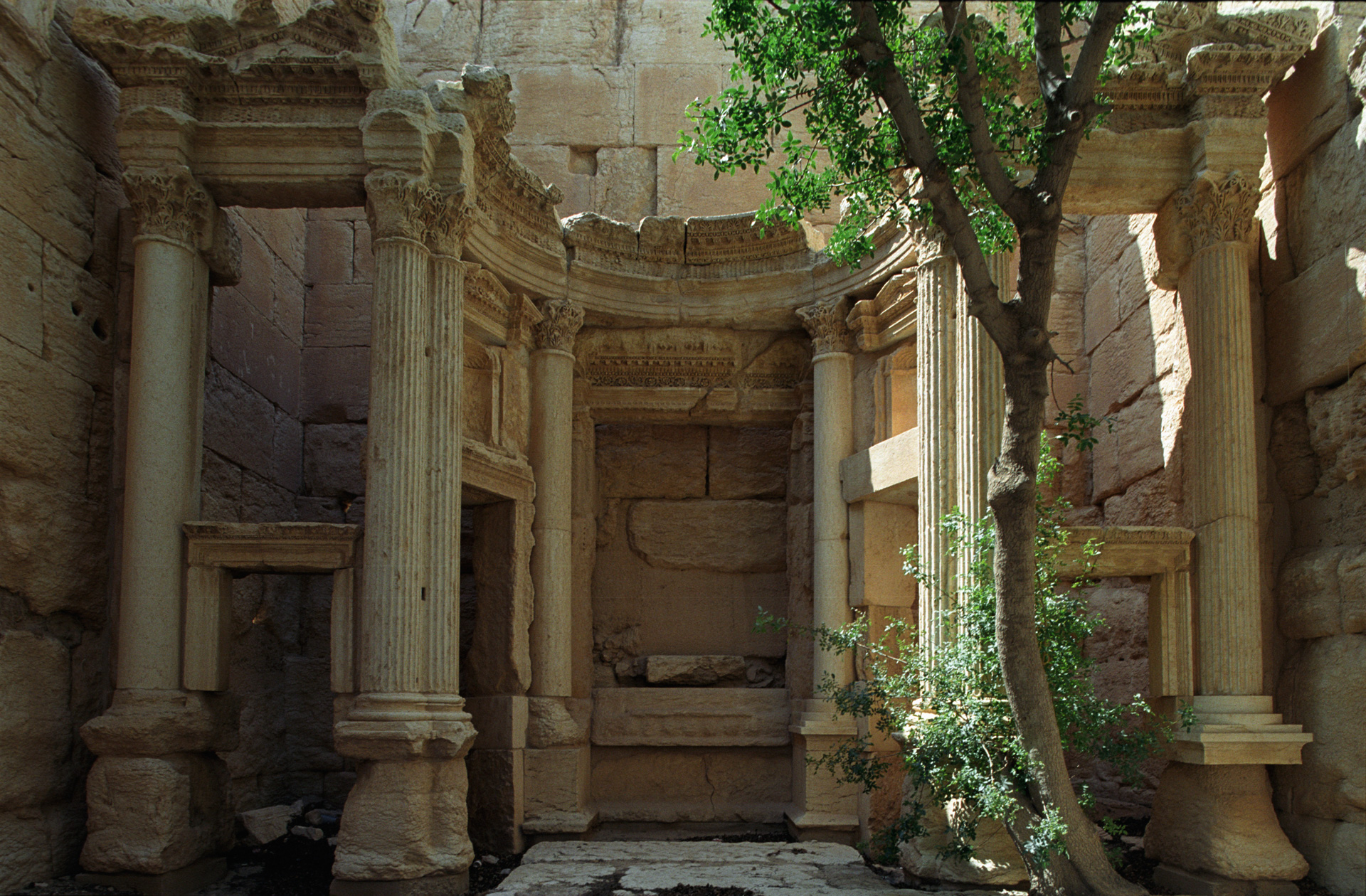
Binnenkant van de tempel, foto uit 2007.

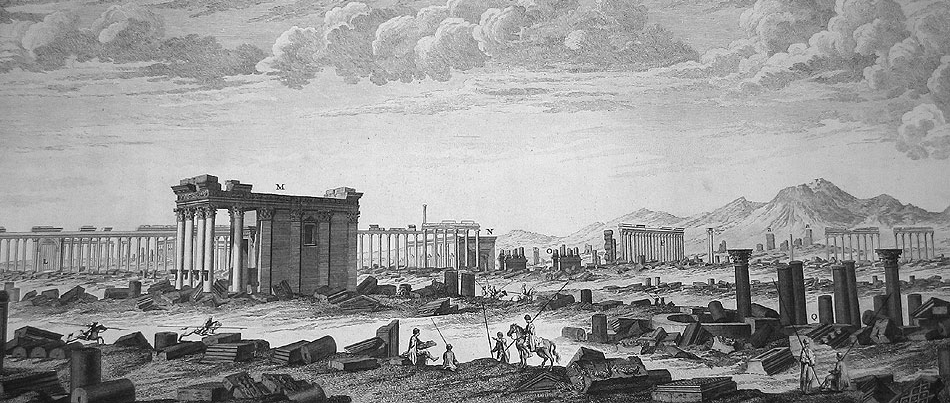
Gegraveerde prent uit 1753 van Robert Wood, een van de herontdekkers van Palmyra. Op de voorgrond is de tempel van Baal-Shamin goed te zien.

De Tempel van Baal-Shamin was een aan de Fenicische god Baalshamin gewijde tempel in de Syrische stad Palmyra. Deze tempel gold algemeen als het best bewaarde archeologische bouwwerk in Palmyra, totdat hij in de zomer van 2015 door IS met explosieven werd opgeblazen.

## Geschiedenis
De eerste fundamenten voor de tempel werden vermoedelijk in de 2e eeuw v. Chr. gebouwd, nog voor de komst van de Romeinen naar deze streek. Het altaar dateerde van 115, en vermoedelijk korte tijd daarna is de tempel helemaal uitgebouwd. Bij de bouw inspireerde men zich vermoedelijk op een andere aan Baal-Shamin gewijde tempel in Hauran.
De tempel werd in de jaren 50 van de 20e eeuw door Zwitserse archeologen opnieuw uitgegraven en gerestaureerd.

## Constructie
De tempel bevatte architecturale invloeden van zowel de klassieke oudheid als het oude Nabije Oosten. Zo waren de zuilen en kapitelen Romeins, terwijl het architraaf en de ramen typisch Syrisch waren. Er waren ook Egyptische invloeden. De tempel had een portico met zes zuilen en consoles en er stonden pilasters tegen de muren aan de binnenkant. De colonnade was van de Korinthische orde en dateerde vermoedelijk uit het jaar 17.
Op een inscriptie  in twee talen – het Oudgrieks en Palmyreens – was te lezen dat de tempel in 131 helemaal werd voltooid, om een bezoek van keizer Hadrianus twee jaar eerder te herdenken.
Het grootste deel van de tempel van Baal-Shamin, inclusief de cella, verkeerde tot aan de verwoesting door IS nog in een relatief zeer goede staat. Ook het dak van de tempel was nog gedeeltelijk intact.

## Locatie
De tempel van Baal-Shamin bevond zich ongeveer 500 meter noordwestelijk van de in de eerste eeuw gebouwde tempel van Bel.

## Verwoesting
In 2013, twee jaar na het uitbreken van de Syrische Burgeroorlog, raakten delen van de tempel beschadigd als gevolg van bombardementen en plunderaars die het gebouw binnendrongen.
In mei 2015 slaagde IS erin om Palmyra in te nemen. In juli of augustus plaatsten strijders van IS een grote hoeveelheid explosieven in de tempel, die door de ontploffing volledig werd verwoest. Satellietbeelden van de Franse Pléiades bevestigden enkele dagen later dat er van de tempel niets over was dan puin.
Irina Bokova, directeur-generaal van UNESCO, bestempelde de verwoesting als een oorlogsmisdaad.